# ابو مناع قبلی
ابو مناع قبلی (به عربی: أبو مناع قبلي)، روستایی از توابع دشنا در استان قنا و کشور مصر است.

## جمعیت
براساس سرشماری سال ۲۰۰۶ مصر، جمعیت آن ۱۵۰۳۹ نفر(۷۵۹۸ مرد و ۷۴۴۱ زن) بوده است.